# Aa (Utrecht)
De Aa is een riviertje in het noordwesten van de provincie Utrecht. Van oorsprong was het een zijtak van de Vecht. De Aa begon bij het 1,5 km ten zuidoosten van Breukelen gelegen kasteel Oudaen. (Deze naam is een samentrekking van Oud Aa.) Van de eerste 2 km van deze oorspronkelijke Aa is niets meer terug te vinden. Kaarten van de cope-ontginningen ten zuidwesten van Breukelen laten zien dat dit deel van de Aa ten tijde van deze ontginningen (12e en/of 13e eeuw) niet of nauwelijks meer aanwezig was. Mogelijk is dit een beweegreden geweest om een kanaaltje, genaamd de Danne, te graven tussen de Vecht bij Breukelen en de Aa. Dit kanaaltje loopt door het centrum van Breukelen van oost naar west en bereikt in de buurt van het treinstation Breukelen het riviertje de Aa. Deze stroomt vervolgens via de buurtschap Oud-Aa naar het dorp Nieuwer Ter Aa. Voorbij dit dorp verandert de naam in Angstel. Deze stroomt door de plaatsen Loenersloot, Baambrugge en Abcoude en mondt uit in het Abcoudermeer. De Aa vanaf treinstation Breukelen en de Angstel zijn goed bewaard gebleven.
In de buurt van het treinstation Breukelen is een klein gedeelte van de Aa opgenomen in het kanaal Grote Heicop. De Grote Heicop is het laatste deel van het ongeveer 20 km lange afwateringskanaal Heicop. Het begin hiervan ligt in de gelijknamige polder ten zuiden van De Meern. Sommige delen van dit kanaal maken gebruik van bestaande waterlopen. Zo maken een stukje van de Aa en de hele Danne deel uit van dit afwateringskanaal.  